# Cuchumtón
Cuchumtón es una localidad del municipio de Mitontic ubicado en la región de Los Altos del estado mexicano de Chiapas.

## Geografía
La localidad se ubica a 4.1 kilómetros (en dirección noroeste) de la localidad de Mitontic, la cabecera del municipio. Se sitúa en las coordenadas geográficas 16°52′19″N 92°35′01″O / 16.871944, -92.583611, a una elevación de 2,101 metros sobre el nivel del mar.

## Demografía
Según el Conteo de Población y Vivienda 2020, efectuado por el Instituto Nacional de Estadística y Geografía, la localidad de Cuchumtón tiene 1,103 habitantes, de los cuales 521 son del sexo masculino y 582 del sexo femenino. Su tasa de fecundidad es de 3.22 hijos por mujer y tiene 213 viviendas particulares habitadas.
| Gráfica de evolución demográfica de Cuchumtón entre 1910 y 2020 |
|                                                                 |
| INEGI.                                                          |